# Place des Martyrs (Bruxelles)
Pour les articles homonymes, voir Place des Martyrs.
La place des Martyrs (en néerlandais : Martelaarsplein) est une place située au centre de Bruxelles, près de la rue Neuve. Construite entre 1774 et 1776 sur le site d'une ancienne blanchisserie, la place Saint-Michel d'alors marque l'introduction, par l'architecte Claude Fisco, du style néo-classique et de sa conception urbanistique dans la capitale des Pays-Bas autrichiens.

## Historique
En 1773, la ville de Bruxelles, qui avait fait l'acquisition du terrain d'une blanchisserie, chargea l'architecte Claude Fisco, contrôleur des travaux de la ville d'y aménager une nouvelle place, appelée Saint-Michel. Les travaux, qui impliquaient également le percement de plusieurs artères, durèrent de 1774 à 1776. L'odonyme choisi, Saint-Michel, protecteur de la ville, indique l'importance que cette dernière attachait à cette opération, qui était une première à Bruxelles, où elle marquait une rupture radicale, tant esthétique, typologique qu'urbanistique avec les pratiques traditionnelles.
En 1776, le directeur du théâtre de la Monnaie Ignaz Vitzthumb obtint l'autorisation d'y ériger un « théâtre portatif », petit édifice en planches, léger et démontable, sur lequel il donna des pièces en néerlandais. Déficitaire, l'opération se solda par la mise en vente du théâtre en mars 1777.
En 1795, sous le régime français, la place fut temporairement débaptisée et reçut le nom de « place de la Blanchisserie ».
L'aménagement de la place fut modifié à plusieurs reprises. À l'origine, il s'agissait d'une place pavée « vide », comme on peut le voir sur des gravures de la fin du XVIIIe siècle. En 1802, on y planta des tilleuls. En 1830, après qu'on y eut enterré les premières victimes des combats révolutionnaires, la construction du monument aux Martyrs entraîna une altération radicale du lieu en supprimant la perspective de la rue Saint-Michel vers la rue du Persil. Selon Guillaume Des Marez, la statue est « de dimensions incontestablement trop grandes et nuit à la conception primitive de l'œuvre ». En 1839, l'aménagement de jardins de part et d'autre du Monument, puis en 1841, l'installation de fontaines remplacées par des bassins en 1841, en changèrent à nouveau l'aspect. En 1980, la place retrouva en partie son aspect d'origine en étant à nouveau pavée.
Les façades et les toitures des immeubles de la place ainsi que le monument aux Martyrs furent classés en 1963 par la Commission royale des monuments et des sites.
Pendant longtemps, elle fut un lieu d'habitation prisé, à l'abri de l'agitation de la rue Neuve voisine mais, après une longue désaffection, les bâtiments au caractère digne et homogène en firent le lieu d'investissement rêvé pour des entreprises de prestige, publiques et privées.
Sa rénovation progressive a permis d'accueillir des cabinets ministériels de la Communauté flamande, des bureaux d'architectes et une salle de spectacle.
En 2009, la place fut le lieu de tournage du clip de la chanson de Grégoire, Ta Main.

## Description
La place présente un aspect sobre et sévère, caractéristique de l'architecture néo-classique. Elle s'inspire du modèle des places royales françaises, tel qu'il fut mis au point à la fin du XVIIe siècle. Elle présente une double symétrie, que l'on perçoit le mieux en l'abordant par la rue Saint-Michel. Elle est divisée par deux axes, dont l'un passe par le centre des longs côtés, de la rue Saint-Michel à la rue du Persil, tandis que l'autre passe par le centre des frontons des petits côtés.
Comme c'est le cas pour la place Royale et les maisons longeant le parc de Bruxelles, les parcelles de la place des Martyrs avaient été grevées de servitudes architecturales témoignant du souci des autorités de construire et de conserver un ensemble homogène. Cette homogénéité est notamment atteinte en imposant aux propriétaires d'enduire et de peindre les façades en gris cendre et les portes et fenêtres en gris perle.
L'agencement des façades est également uniforme : le rez-de-chaussée présente des refends, dont la profondeur est égale à la moitié de celle des incisions, qui soulignent l'horizontalité de l'ensemble. Les fenêtres sont pourvues de baies cintrées. Entre le rez-de-chaussée et le premier étage court un stylobate continu. Le rez-de-chaussée supporte des pilastres sur un étage et demi. Le tout est surmonté d'une frise à triglyphes et métopes et couronné d'un attique. Les façades sont munies d'un toit en batière continue.
Deux types de parcelles, que leur emplacement destine à être mises en valeur, dérogent par certains aspects à cette uniformité. Les parcelles d'angle des rues Saint-Michel et du Persil sont dotées d'avant-corps où les pilastres font place à des colonnes libres. Ces colonnes libres sont exceptionnelles à Bruxelles à l'époque de la construction de la place : seul le Palais de Charles de Lorraine en est doté. Les métopes sont décorées de patères et de bucranes. Les angles sont couronnés de vases. Au premier étage deux consoles supportent un décrochement du stylobate muni d'une grille entourée de guirlandes de laurier. Les petits côtés présentent le même agencement mais se distinguent en outre par un imposant fronton flanqué de vases, qui se développe sur sept travées. La travée centrale plus large se distingue par un traitement plus monumental : au rez-de-chaussée, l'accès se fait par une porte cochère cintrée; au premier étage une porte-fenêtre surmontée d'un cintre donne accès au balcon.
Le grand bâtiment au nord est le siège du cabinet du ministre-président du gouvernement flamand. Le côté est comporte deux librairies, dont une à l'angle avec la rue du Persil, ainsi qu'une auberge de jeunesse. Le bâtiment au sud accueille une école primaire, cependant que l'hôtel Juliana (5 étoiles) occupe tout l'angle sud-ouest jusqu'à la rue Saint-Michel. Enfin le bâtiment au nord-ouest abrite un café et le théâtre de la Place des Martyrs.

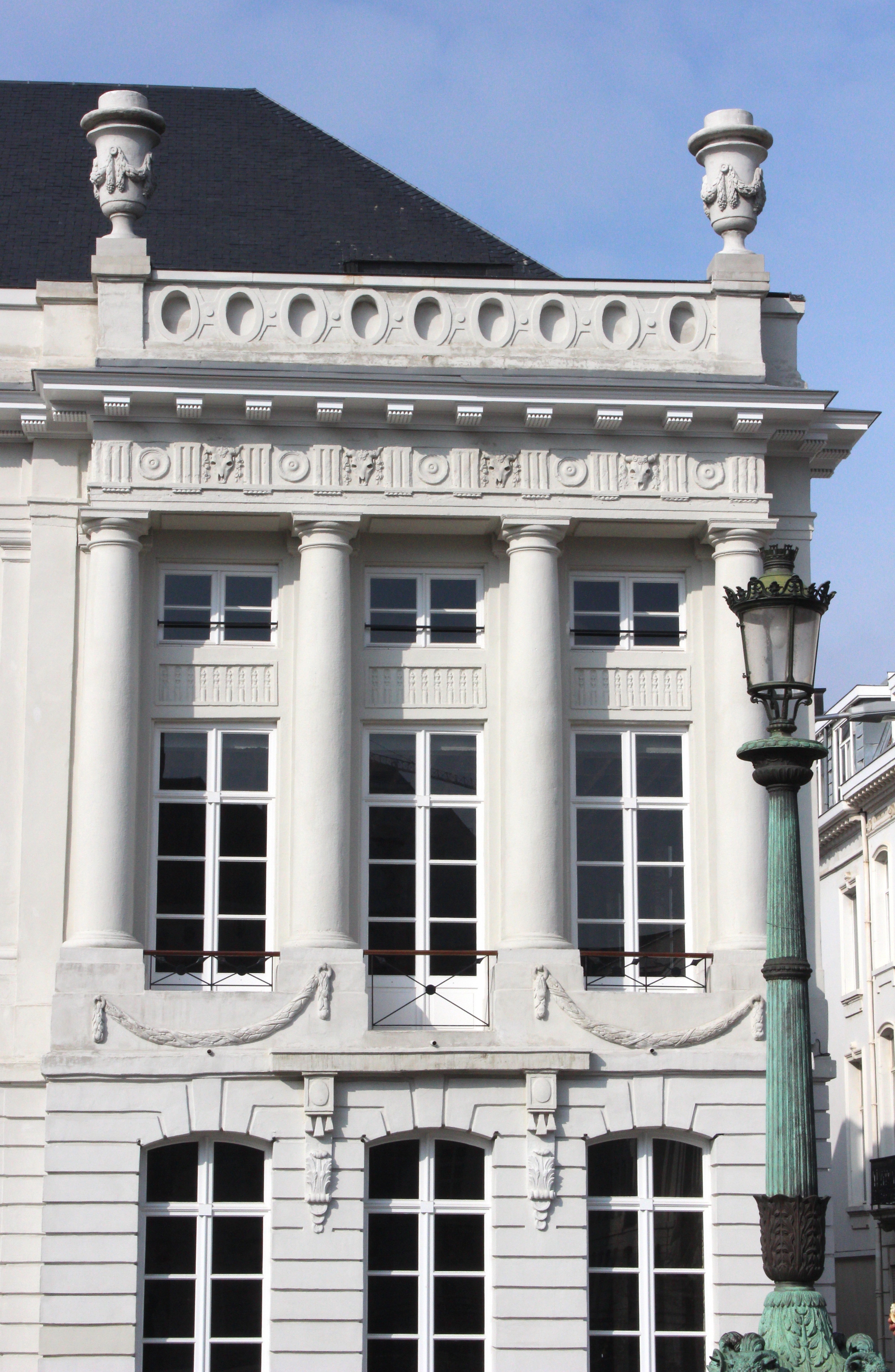
Avant-corps d'un immeuble d'angle vers la rue Saint-Michel.
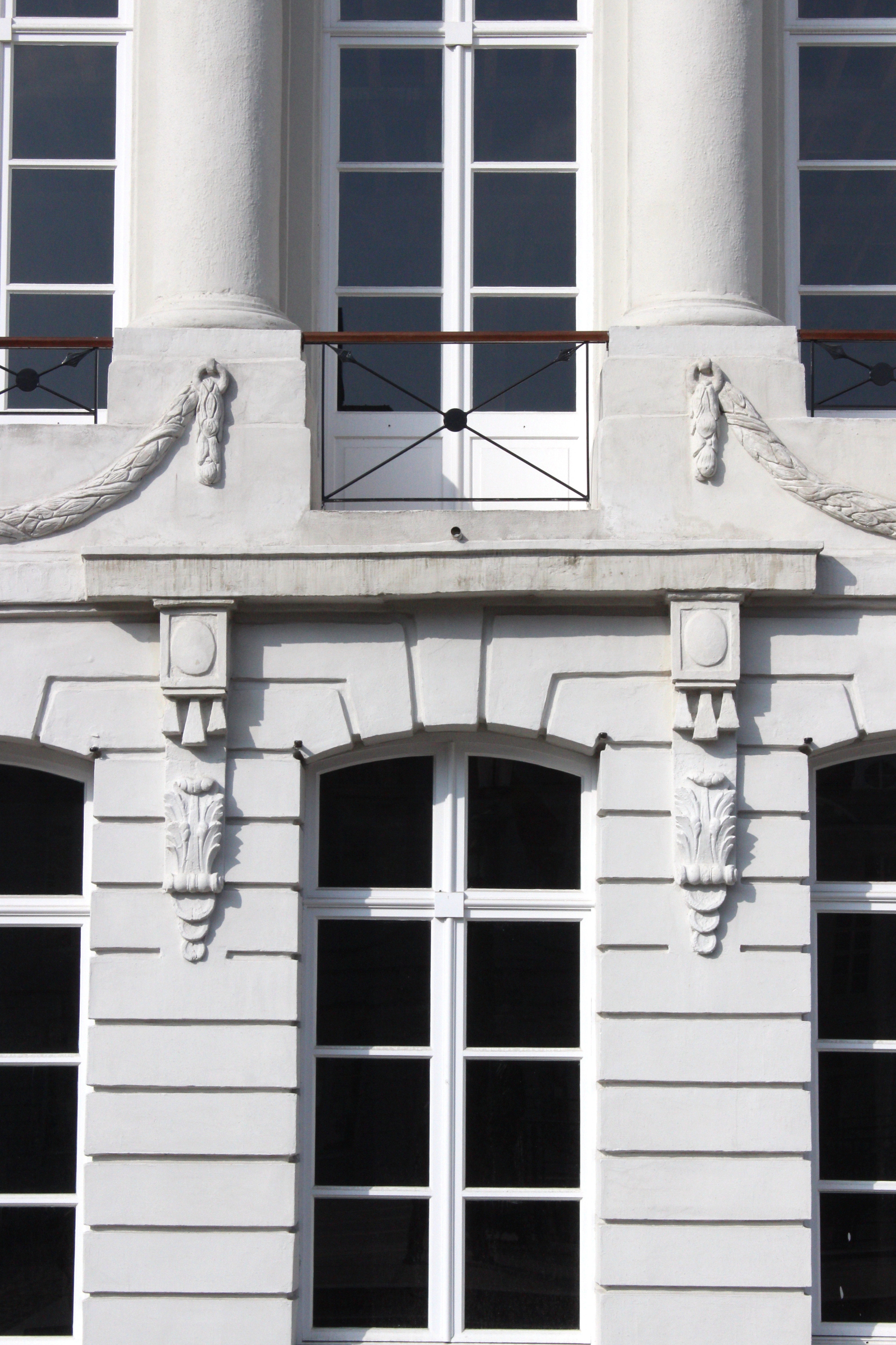
Immeuble d'angle vers la rue Saint-Michel : balcon reposant sur des consoles et entouré de guirlandes de laurier.
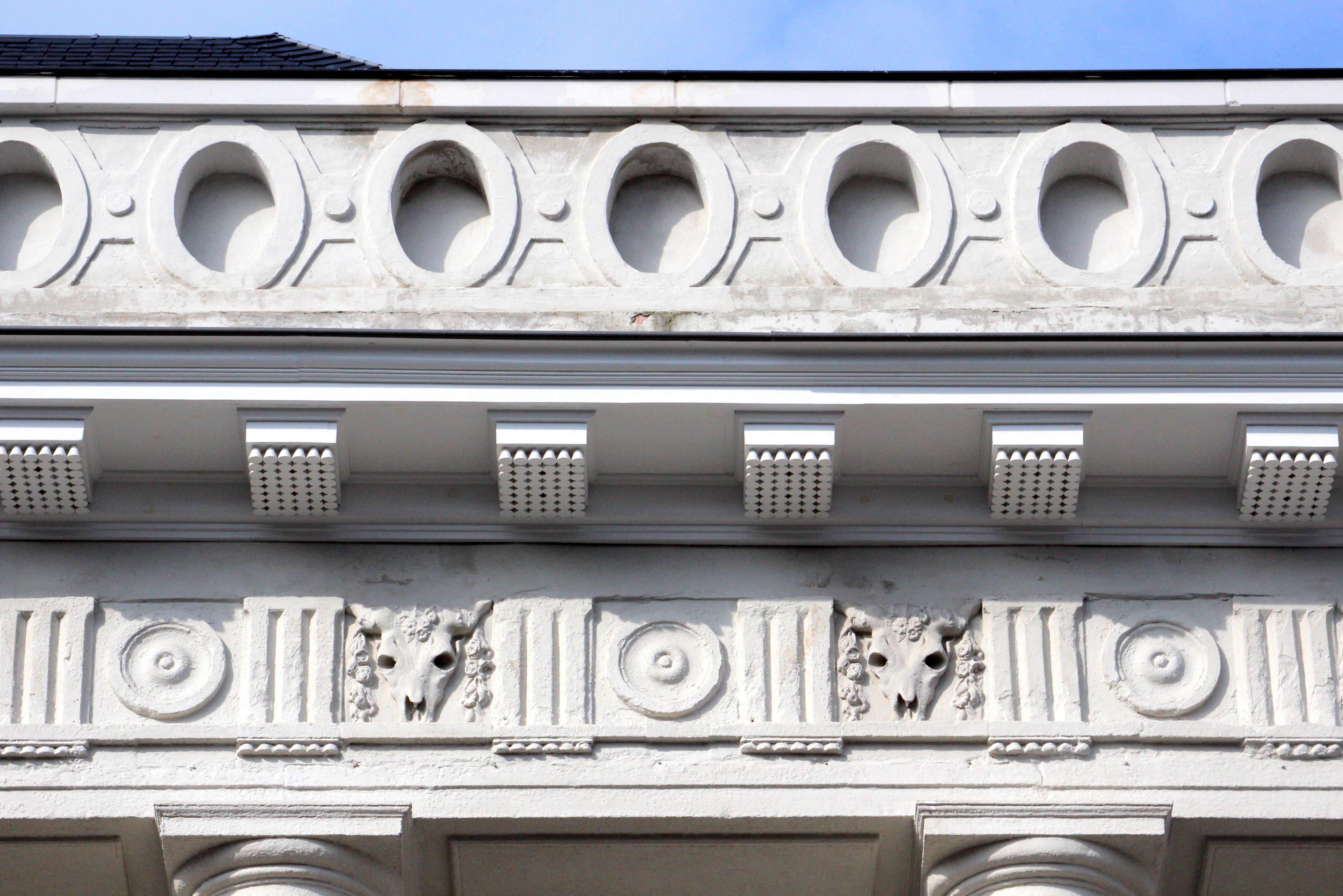
Immeuble d'angle vers la rue Saint-Michel : frise à triglyphes et métopes surmontée d'un attique ajouré.
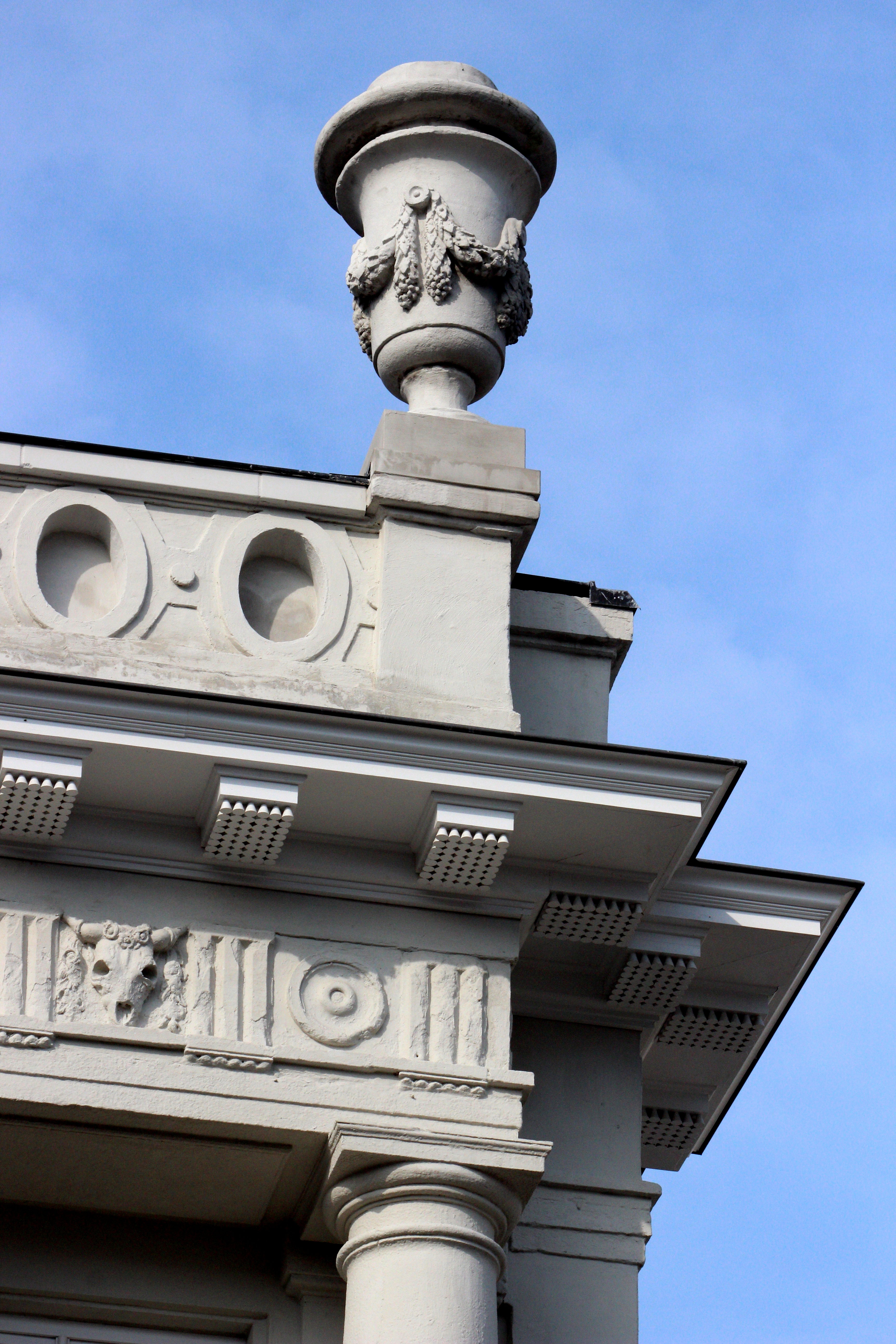
Coin de l'avant-corps surmonté d'une frise, d'un attique et d'un vase.

## Les monuments

### Monument aux martyrs de la révolution de 1830

#### Historique
Au cours des combats de la révolution belge de 1830, la nécessité se présenta d'ensevelir les premières victimes. Une commission administrative, créée en l'absence de toute autre autorité légale, choisit la place Saint-Michel pour y enterrer les dépouilles. Le 2 octobre 1830, la place fut rebaptisée place des Martyrs, une décision officialisée le 30 juillet 1831 par un décret du bourgmestre Nicolas Rouppe. Sous les pavés de la place furent inhumés 467 héros des Journées de septembre. Elle devint alors l'un des hauts lieux de célébration de l'identité nationale.
L'idée de construire un monument commémoratif au milieu de la place germa bientôt. Le Gouvernement provisoire et le congrès national y souscrivirent dès le 23 novembre 1830 mais le projet mit beaucoup de temps à aboutir. Le 11 mai 1831, une commission fut constituée afin d'ouvrir un concours pour le monument. Le projet par souscription s'avéra difficile à financer, malgré quelques dons importants, comme celui de Félix de Mérode, qui avait offert 16 000 florins. En 1832, la Chambre libéra finalement une somme de 15 000 florins. Après qu'un concours eut été lancé, quinze plans furent présentés, sans qu'aucun donne satisfaction. La commission fut alors invitée par le ministre de l'Intérieur Charles Rogier à désigner un artiste éminent. Son choix se porta sur Guillaume Geefs, qui soumit un premier projet. Comme celui-ci ne faisait pas l'unanimité, le sculpteur le modifia et un projet définitif fut finalement adopté en 1836. Le monument qui fut inauguré en 1838 n'était pourtant pas terminé. Il fallut attendre 1840 pour que les anges soient installés et 1849 pour que le dernier bas-relief soit en place.

#### Description
Le monument, dont les sculptures sont en marbre blanc de Carrare est surmonté d’une représentation de la Liberté inscrivant les journées des 23, 24, 25 et 26 septembre 1830. À ses pieds, le lion belge est couché sur les chaînes brisées de l'esclavage. Sous la statue les quatre anges cantonnant le socle représentent Le Combat, La victoire, L'Inhumation et la Prière, et sous le niveau de la place, les quatre faces du monument comportent des bas-reliefs représentant des scènes de la révolution belge : La Belgique couronnant ses héros, La bénédiction des tombes des héros par le doyen de Sainte-Gudule, Le serment des patriotes sur la Grand-place et L'attaque du parc commandée par Van Halen. Il est entouré d’une crypte dont la galerie est ornée de 27 panneaux de marbre noir où sont gravés les 467 noms des révolutionnaires tombés au cours des combats de septembre 1830.

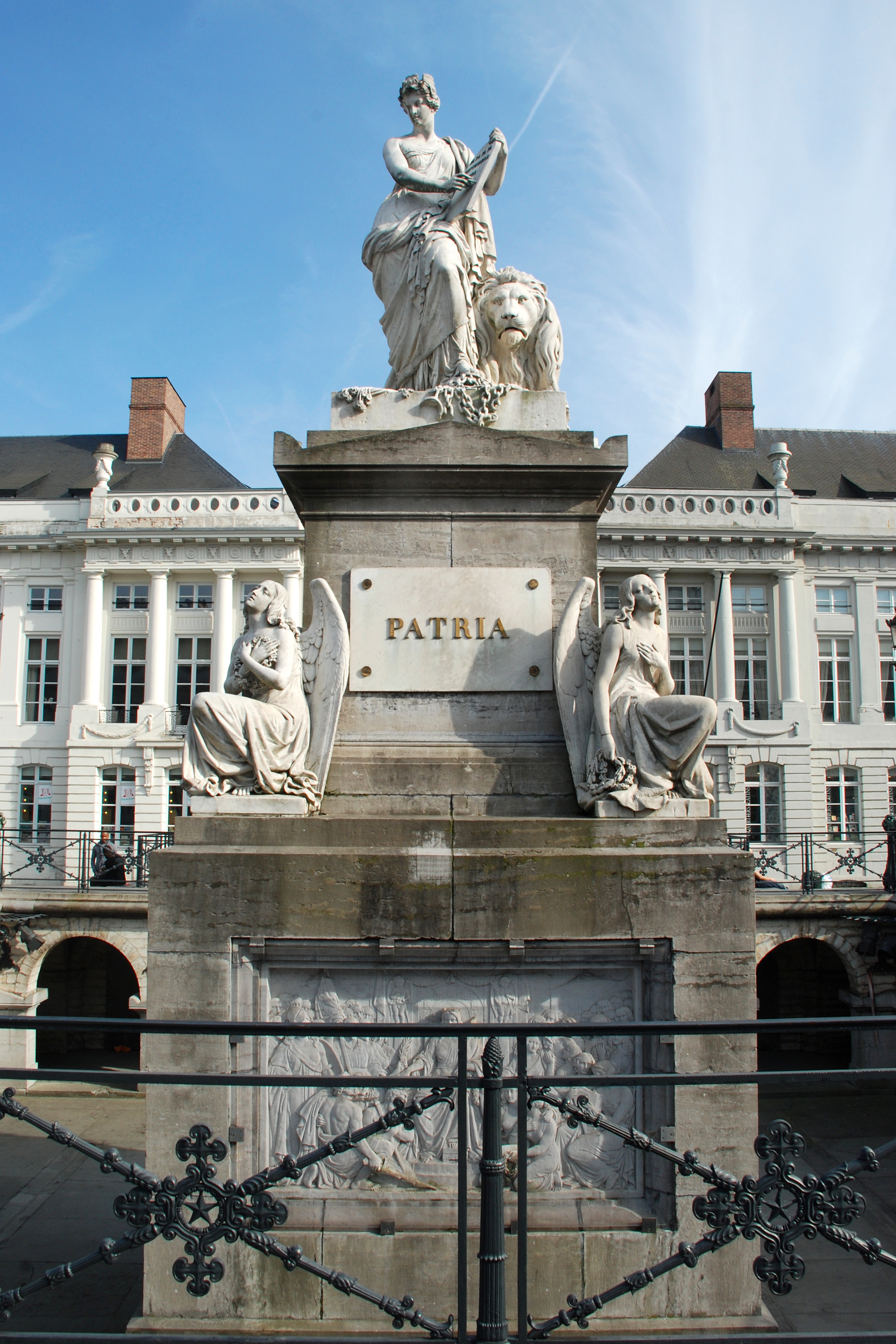
Le monument vu de l'ouest.
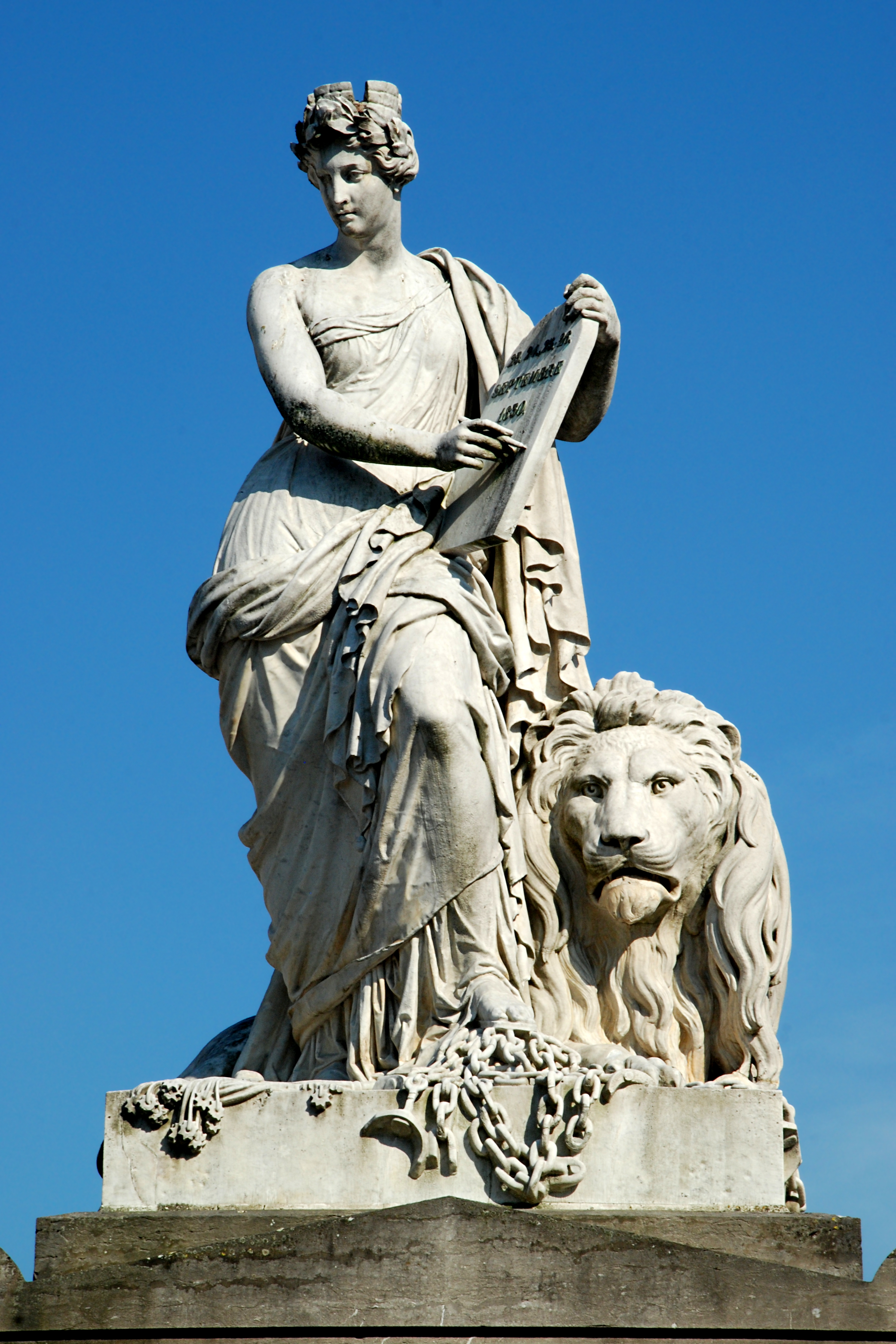
La Liberté.
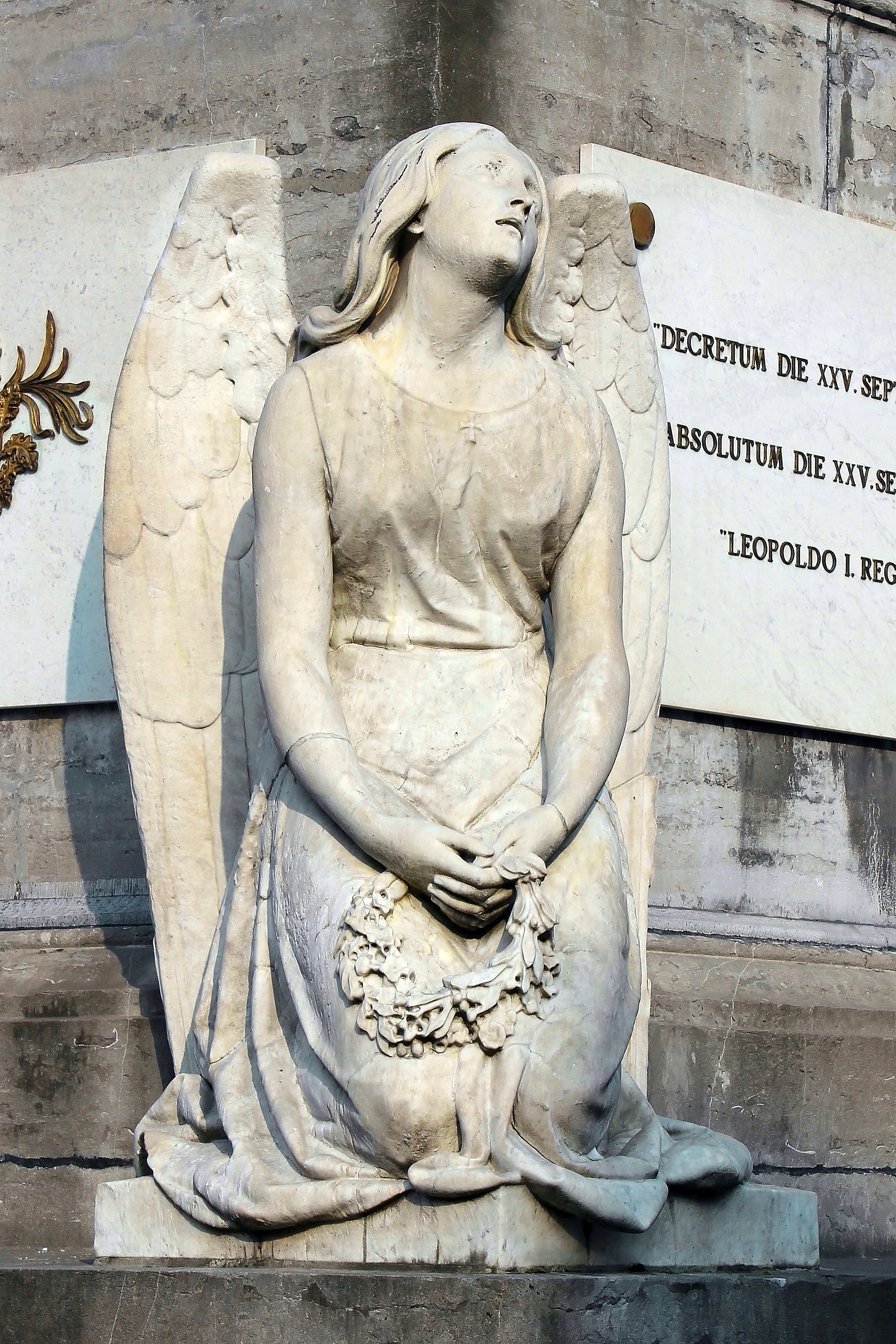
L'ange situé à l'angle sud-est.
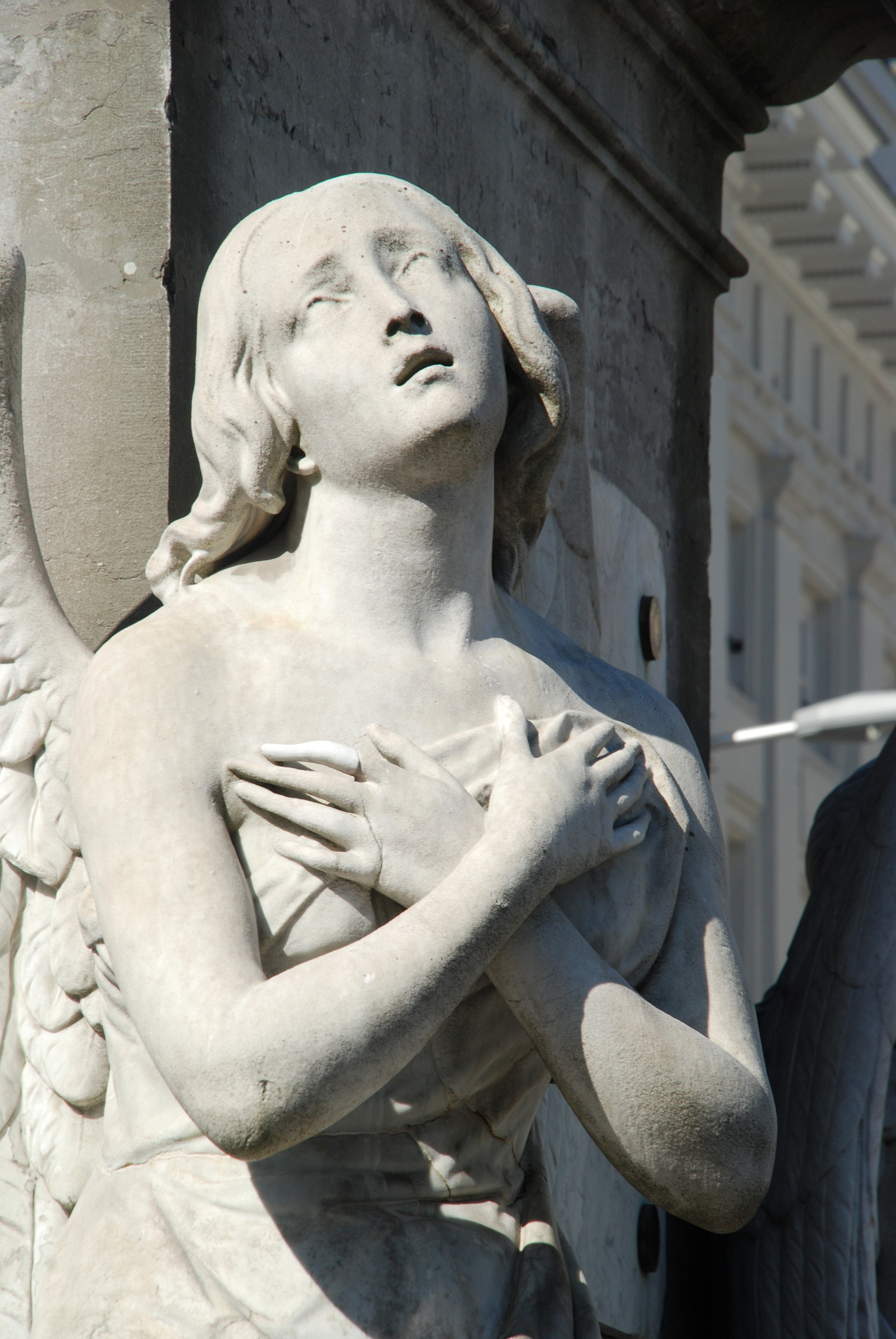
L'ange situé à l'angle nord-est.
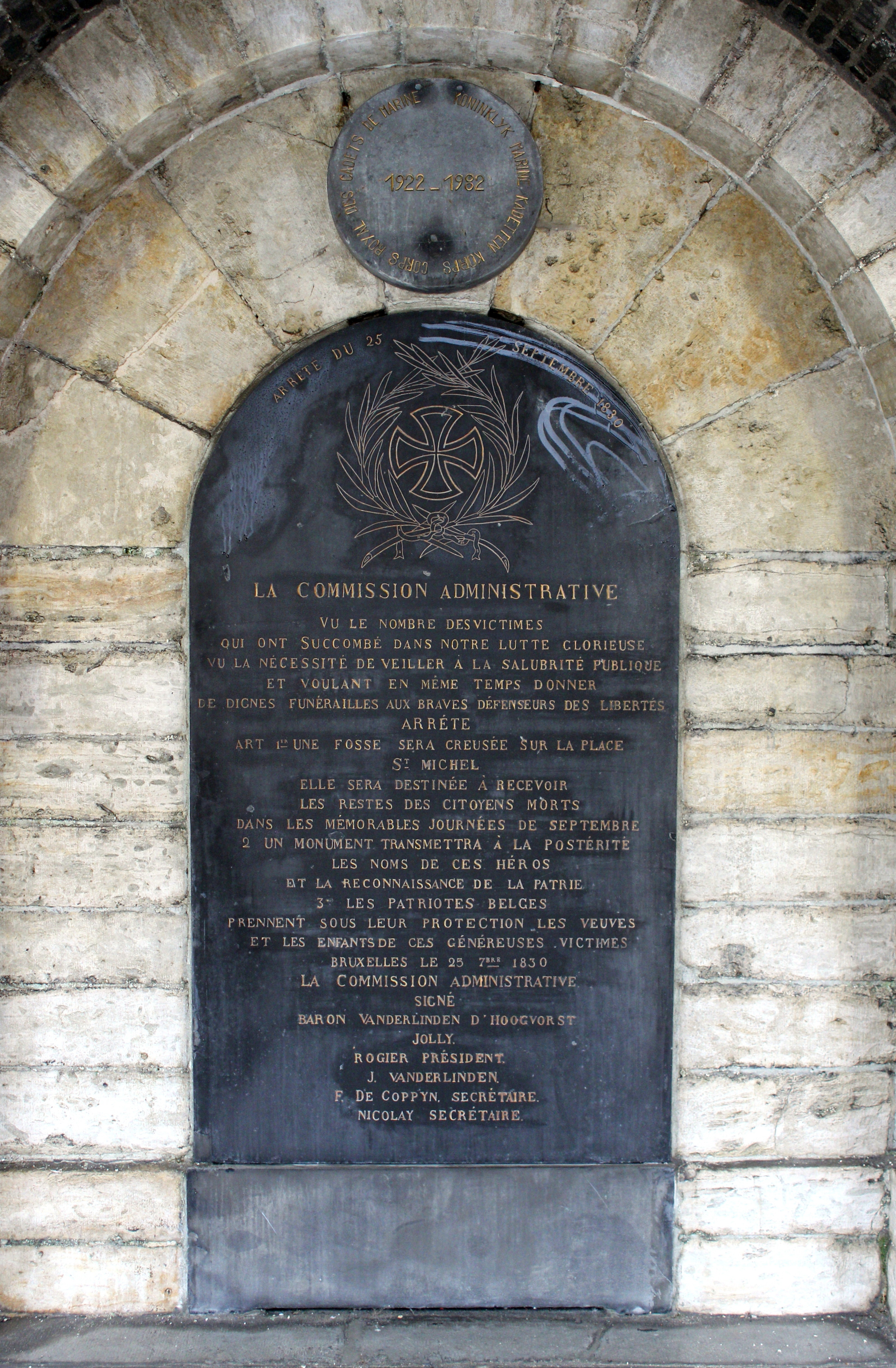
Plaque apposée dans la crypte rappelant la décision de la Commission administrative.

### Autres monuments
Deux autres monuments furent plus tard rajoutés aux deux extrémités de la place : en 1897, le monument à Jenneval et, l'année suivante, le monument au comte Frédéric de Mérode, dédiés à deux héros de la révolution morts au combat en octobre 1830.
Les deux monuments se trouvaient jadis plus près du monument aux Martyrs. Ils ont été déplacés à leur endroit actuel lors du réaménagement de la place en 1979.
Du côté sud de la place, la stèle, conçue par l'architecte Henry van de Velde, et dont les volutes sont caractéristiques de l'Art nouveau, porte l'inscription bilingue : « A FRÉDÉRIC DE MÉRODE/ MORT POUR L'INDÉPENDANCE /DE LA PATRIE », surmontée d'un portrait de profil de Frédéric de Mérode en médaillon. Devant la stèle se dresse une statue qui représente un volontaire, l'arme au pied, vêtu de la blouse distinctive. Ces deux sculptures sont l'œuvre de Paul Du Bois.
Du côté nord, une autre stèle rend hommage à Hippolyte-Louis-Alexandre Dechez, mieux connu sous le nom de Jenneval, auteur des paroles de la Brabançonne. Réalisée en pierre bleue, elle est l'œuvre du sculpteur Alfred Crick. Un bas-relief représente une allégorie de la Belgique inscrivant le nom de Jenneval au livre de l'Histoire. Elle est surmontée d'une inscription : À JENNEVAL/LE POÈTE DE LA BRABANÇONNE/MORT POUR L'INDÉPENDANCE/HOMMAGE DE LA VILLE DE BRUXELLES/23 septembre 1897. Dans la partie supérieure du monument figure un portrait de Jenneval en marbre blanc.

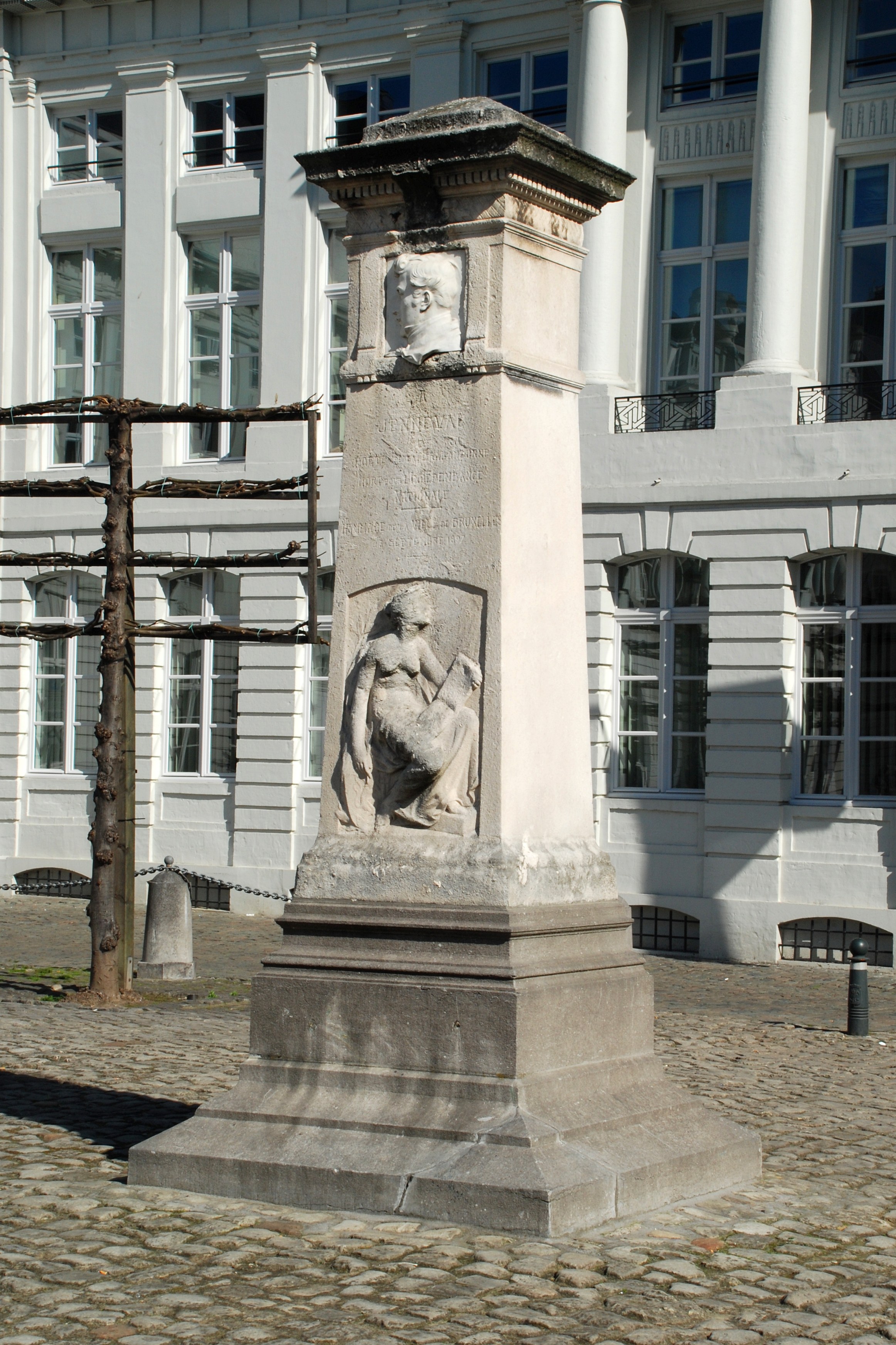
Monument à Jenneval.
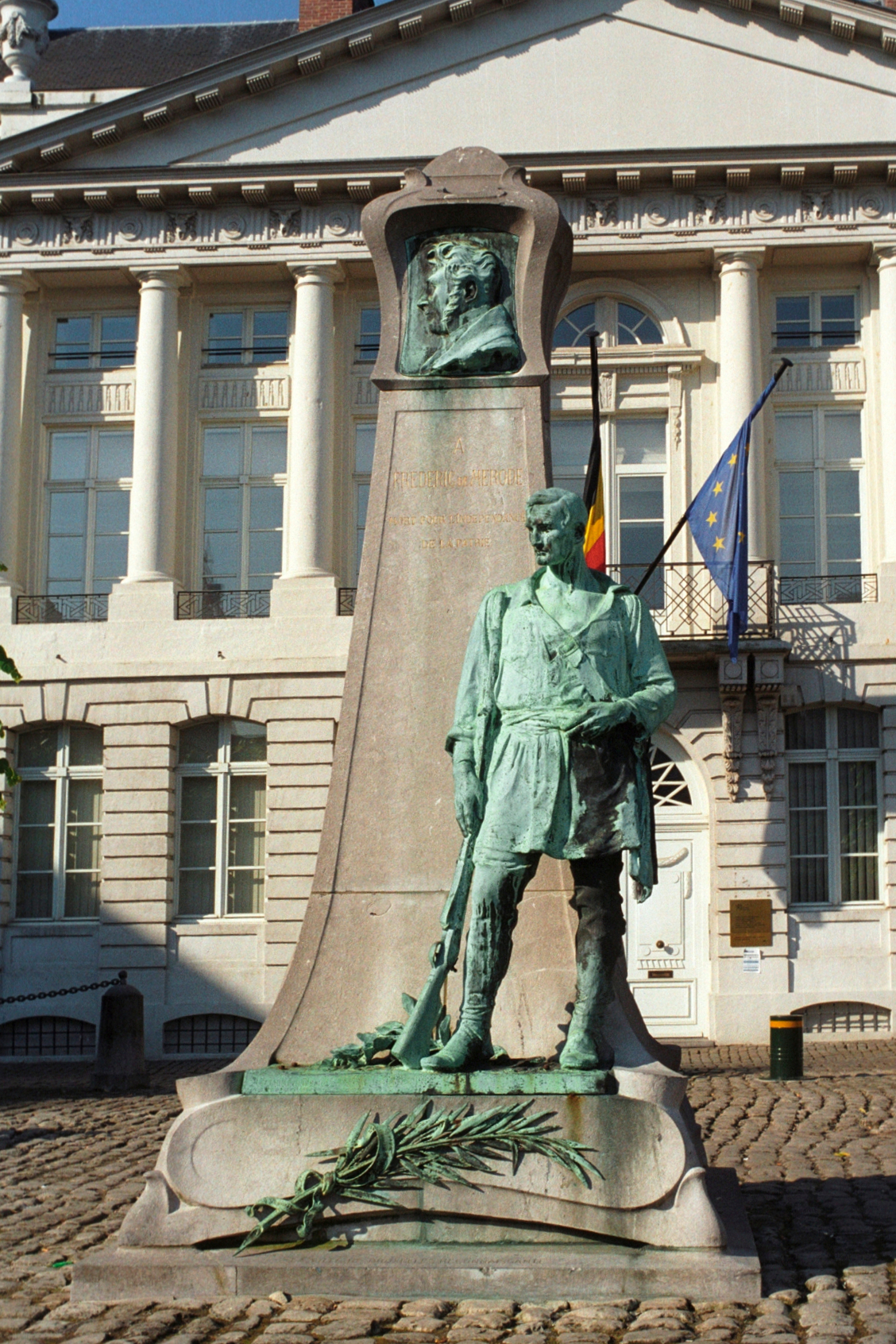
Monument au comte Frédéric de Mérode.

## La place des Martyrs dans les arts

### Bande dessinée
La place des Martyrs est représentée, page 48, dans l'album Le Dernier Pharaon, paru en 2019, de la série Blake et Mortimer, scénarisé par Jaco Van Dormael, Thomas Gunzig et François Schuiten, dessiné par ce dernier et colorisé par Laurent Durieux ; par un froid glacial, les personnages du professeur Philip Mortimer et de Lisa y retrouvent celui de Luna.

## Note
1. ↑  Christophe Loir, Bruxelles néoclassique. Mutation d'un espace urbain, 1775-1840, CFC-Éditions, 2009, p. 38
2. ↑  Gazette des Pays-Bas du 3 mars 1777.
3. ↑  Guillaume Des Marez, Guide illustré de Bruxelles, Tome 1 : Les Monuments Civils et Religieux, Première partie : Monuments Civils, Touring Club de Belgique, 1918, p. 217
4. ↑  Guillaume des Marez, Guide illustré de Bruxelles, Tome 1 : Les Monuments Civils et Religieux, Première partie : Monuments Civils, Touring Club de Belgique, 1918, p. 218
5. ↑  Christophe Loir, Bruxelles néoclassique. Mutation d'un espace urbain, 1775-1840, CFC éditions, 2009, p. 56
6. ↑  Région de Bruxelles-Capitale, Bruxelles, 175 ans d'une capitale, Mardaga, 2005, p. 112
7. ↑  Patrick Derom (dir), Les sculptures de Bruxelles, Éditions Pandora, 2000, p. 26
8. ↑  Brigitte D'Hainaut-Zveny (dir.), La Place des Martyrs, CFC-Éditions, 1994, p. 195
9. ↑  Le Patrimoine monumental de la Belgique, Bruxelles, Volume 1B, Pentagone E-M, Pierre Mardaga éditeur, 1989, p.447